# فرضیه زمان کاذب
فرضیه زمان کاذب یا فرضیه زمان فانتوم (به انگلیسی: Phantom time hypothesis) یک تئوری توطئه تاریخی است که توسط هریبرت ایلیگ ادعا شده‌است، برای اولین بار در سال ۱۹۹۱ منتشر شد. این فرضیه توطئه‌ای توسط امپراتور مقدس روم اوتو سوم، پاپ سیلوستر دوم، و احتمالاً امپراتور بیزانس کنستانتین هفتم، برای ساختن سیستم دوستیابی آنو دومینی به صورت گذشته نگر، به منظور قرار دادن آنها در سال ویژه ۱۰۰۰ میلادی است، و بازنویسی تاریخ برای قانونی کردن ادعای اتو در مورد امپراتوری مقدس روم. ایلیگ معتقد بود که این امر با تغییر، ارائه نادرست و جعل شواهد مستند و بدنی حاصل شده‌است. طبق این سناریو، کل دوره کارولینگی، از جمله شکل شارلمانی، ساختگی است، با «زمان کاذب» ۲۹۷ سال (۶۱۴–۹۱۱ میلادی) به اوایل قرون وسطا اضافه شده‌است.

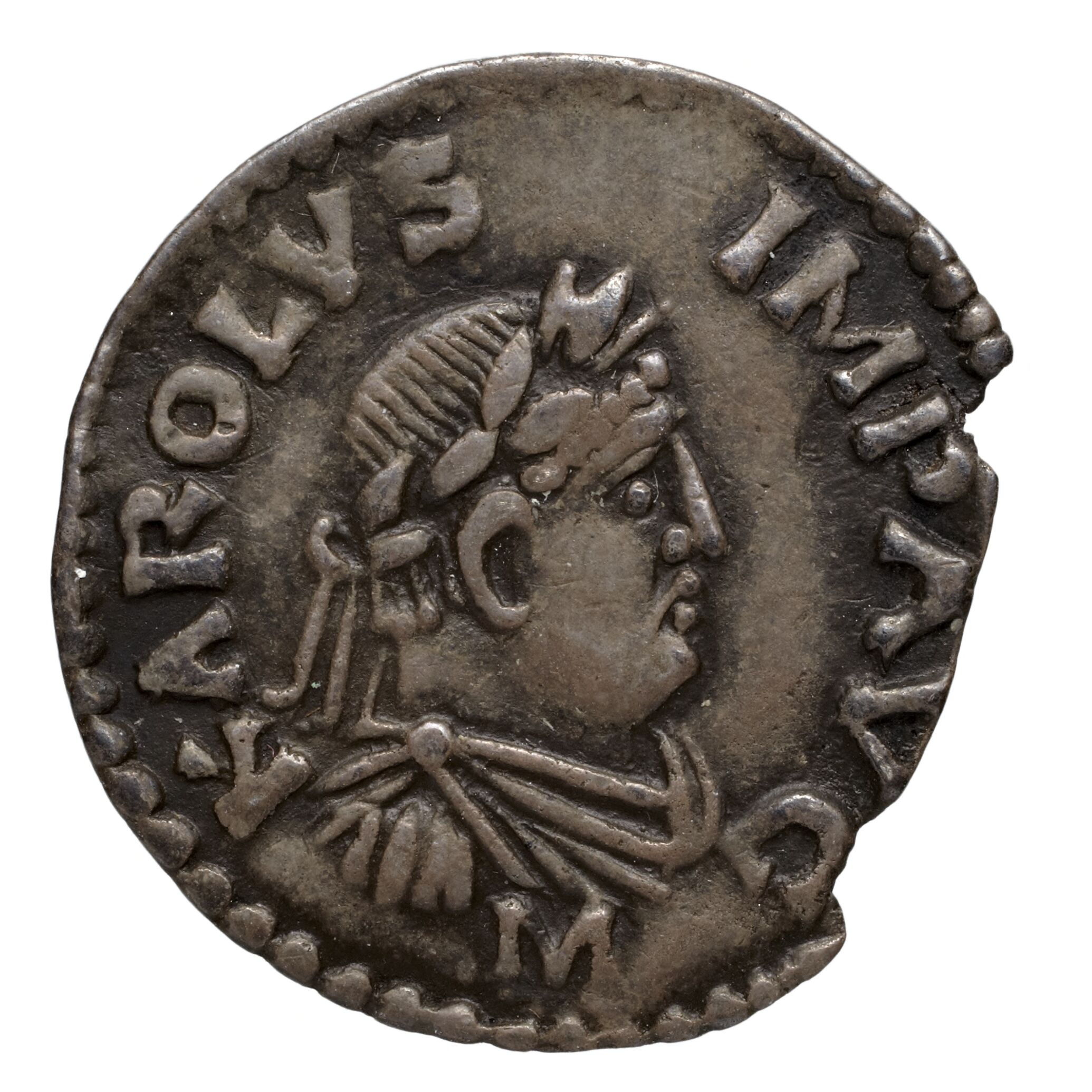
نمایی از یک دناریوس از شارلمانی به تاریخ ح. ۸۱۲–۸۱۴ با نوشتهٔ «KAROLVS IMP AVG" - فرضیهٔ «زمان کاذب» ادعا می‌کند که شارلمانی وجود نداشته است.

## هریبرت ایلیگ
ایلیگ در سال ۱۹۴۷ در Vohenstrauß، بایرن متولد شد. او در انجمن اختصاص داده شده به امانوئل ولیکوفسکی، فاجعه و تجدیدنظرطلبی تاریخی، Gesellschaft zur Rekonstruktion der Menschheits- und Naturgeschichte (مهندس: انجمن بازسازی تاریخ بشریت و طبیعی) فعالیت داشت. وی از ۱۹۸۹ تا ۱۹۹۴ به عنوان سردبیر مجله Vorzeit-Frühzeit-Gegenwart (Eng: Past-Early-Present) فعالیت کرد. از سال ۱۹۹۵، او به عنوان ناشر و نویسنده تحت شرکت انتشاراتی خود، Mantis-Verlag، و انتشار مجله خود، Zeitensprünge (Eng: جهش در زمان) کار کرد. در خارج از انتشارات خود در رابطه با تقویم تجدید نظر شده، وی ویرایش آثار اگون فریدل را انجام داده‌است.
ایلیگ پیش از تمرکز بر اوایل قرون وسطی، پیشنهادهای مختلفی را برای گاه نگاریهای تجدید نظر شده در تاریخ پیش از تاریخ و مصر باستان منتشر کرد. پیشنهادهای وی در دهه ۱۹۹۰ در رسانه‌های محبوب آلمان مورد توجه برجسته قرار گرفت. وی 1996 Das erfundene Mittelalter (مهندس: قرون وسطی اختراع شده) نیز دستمزد علمی گرفت، اما از نظر مورخان به دلیل نقص اساسی در جهان رد شد. در سال ۱۹۹۷، مجله Ethik und Sozialwissenschaften (مهندس: اخلاق و علوم اجتماعی) بستری را برای بحث انتقادی به پیشنهاد ایلیگ ارائه داد، و تعدادی از مورخان در مورد جنبه‌های مختلف آن اظهار نظر کردند. بعد از سال ۱۹۹۷ بوده‌است پذیرش علمی کمی از ایده Illig وجود دارد، اگر چه همچنان به عنوان مورد بحث قرار گیرد شبهتاریخ در رسانه‌های عمومی آلمان است. ایلیگ حداقل تا سال ۲۰۱۳ به انتشار در «فرضیه زمان فانتوم» ادامه داد. همچنین در سال ۲۰۱۳، او در یک موضوع نامرتبط منتشر شده تاریخ هنر، در آلمان رنسانس استاد آنتون Pilgram، اما دوباره پیشنهاد تجدید نظر به گاهشناسی معمولی، و با این استدلال برای لغو رده تاریخی هنر منریسم.

## پیشنهاد
مبانی فرضیه ایلیگ عبارتند از:
- کمبود باستان‌شناسی شواهدی وجود دارد که می‌توان با اطمینان به دوره AD 614-911، بیآنکه درک شده از تابش وسایل مورخ dendrochronological روش قدمت این دوره، و اتکای بیش از حد از مورخان قرون وسطی در منابع نوشته شده‌است.
- وجود معماری رومانسک در اروپای غربی قرن دهم، که نشان می‌دهد دوران روم در گذشته‌ای نیست که تصور می‌شد.
- رابطه بین تقویم جولیان، تقویم میلادی و سال زمینه ای نجومی خورشیدی یا گرمسیری. تقویم جولیان که توسط جولیوس سزار معرفی شده بود، مدت‌ها بود که به عنوان یک اختلاف از سال گرمسیری حدود یک روز برای هر قرن استفاده از تقویم شناخته می‌شد. تا زمان معرفی تقویم میلادی در سال ۱۵۸۲ میلادی، ایلیگ ادعا می‌کند که تقویم جولیان قدیمی باید سیزده روز اختلاف بین تقویم واقعی (یا گرمسیری) داشته باشد. در عوض، ستاره شناسان و ریاضیدانانی که برای پاپ گریگوری سیزدهم کار می کردند دریافته بودند که تقویم مدنی فقط ده روز باید تنظیم شود. (روز تقویم جولیان پنجشنبه، ۴ اکتبر ۱۵۸۲ با اولین روز تقویم میلادی، جمعه، ۱۵ اکتبر ۱۵۸۲ دنبال شد). از این رو، ایلیگ نتیجه می‌گیرد که دوران میلادی تقریباً سه قرن شمرده شده‌است که هرگز وجود نداشته‌است.

## انتقاد
- دشوارترین چالش برای این نظریه از طریق مشاهدات در نجوم باستان است، خصوصاً موارد خورشید گرفتگی که توسط منابع اروپایی قبل از ۶۰۰ میلادی ذکر شده‌است (زمانی که زمان فانتوم زمان را تحریف می‌کرد). علاوه بر چندین مورد دیگر که شاید بیش از حد مبهم باشند تا فرضیه زمان فانتوم را رد کنند، به ویژه دو مورد با دقت کافی قدمت دارند تا فرضیه را با درجه بالایی از یقین رد کنند. یکی از آنها توسط پلینی بزرگتر در سال ۵۹ میلادی[۶] و دیگری توسط فوتیوس در سال ۴۱۸ میلادی گزارش شده‌است.[۷] هر دو این تاریخ‌ها و زمان‌ها خورشید گرفتگی را تأیید کرده‌اند. علاوه بر این، مشاهدات مربوط به دوران سلسله تانگ در چین و به عنوان مثال دنباله دار هالی، با نجوم فعلی سازگار است و هیچ «زمان فانتومی» اضافه نشده‌است.[۸][۹]
- بقایای باستان‌شناسی و روش‌های قدمت مانند dendrochronology، به جای پشتیبانی از «زمان کاذب»، رد می‌شوند.
- اصلاحات میلادی هرگز تصور نمی‌شد که تقویم را با تقویم جولیان مطابقت دهد همان‌طور که در زمان تأسیس آن در سال ۴۵ قبل از میلاد وجود داشته‌است، اما همان‌طور که در سال ۳۲۵، زمان شورای نیقیه، که تأسیس کرده بود، وجود داشت روشی برای تعیین تاریخ یکشنبه عید پاک با تعیین اعتدال بهاری در ۲۱ مارس در تقویم جولیان. تا سال ۱۵۸۲، اعتدال نجومی در ۱۰ مارس تقویم جولیان در حال وقوع بود، اما عید پاک هنوز از اعتدال اسمی در ۲۱ مارس محاسبه می‌شد. در سال ۴۵ پیش از میلاد اعتدال بهاری نجومی در حدود ۲۳ مارس رخ داد. «سه قرن گمشده» ایلیگ مطابق با ۳۶۹ سال بین تأسیس تقویم جولیان در سال ۴۵ قبل از میلاد و تثبیت تاریخ عید پاک در شورای نیقیه در سال ۳۲۵ میلادی است.[۱۰]
- اگر شارلمانی و سلسله کارولینگی ساخته می‌شد، باید ساخت یک تاریخ مربوط به بقیه اروپا، از جمله انگلیس انگلیس-ساکسون، پاپی و امپراتوری بیزانس. دوره «زمان کاذب» همچنین شامل زندگی محمد و گسترش اسلامی در مناطق امپراتوری روم سابق، از جمله فتح ویبریگوتیک ایبریا است. این تاریخ نیز باید جعل شود یا به شدت تاریخ‌نویسی شود. همچنین باید با تاریخ سلسله تانگ چین و ارتباط آن با اسلام، مانند جنگ تالاس ، سازگار شود.[۱۱]